# Kaustinen (Verwaltungsgemeinschaft)

Lage von Kaustinen

Die Verwaltungsgemeinschaft Kaustinen (finnisch Kaustisen seutukunta) ist eine von zwei Verwaltungsgemeinschaften (seutukunta) der finnischen Landschaft Mittelösterbotten. Zu ihr gehören die folgenden sechs Städte und Gemeinden:
- Halsua
- Kaustinen
- Lestijärvi
- Perho
- Toholampi
- Veteli